# Marijan Buljat
Marijan Buljat (Zadar, 12. rujna 1981.), hrvatski umirovljeni nogometaš.
U 1. HNL debitira u dresu Rijeke 9. rujna 2000. protiv Hajduka, a već nakon prve seniorske sezone odlazi u inozemstvo, točnije njemački Greuther Fürth. Tamo nije puno igrao, te se nakon dvije polusezone vraća u Hrvatsku. Novo odredište sada je Osijek s kojim u dvije sezone ponovno oživljava karijeru, te zarađuje transfer u tadašnjeg doprvaka zagrebačkog Dinama. 
Prvu sezonu na Maksimiru završava kao sedmi na ljestvici uklopivši se u sveopće sivilo kluba. No, već naredne sezone pod vodstvom Josipa Kužea, na desnom boku igra svoju najbolju sezonu karijere u kojoj osvaja naslov prvaka države, te dobiva poziv u reprezentaciju za koju debitira ušavši protiv Argentine u Baselu pred sam kraj utakmice. Kasnije, ipak, dobiva cijelo poluvrijeme protiv Poljaka, te pretpoziv za SP 2006. u Njemačkoj. S reprezentacijom je boravio na Mundijalu kao rezerva, da bi ga novi izbornik Slaven Bilić pozvao i za novi ciklus kvalifikacija za EURO 2008.
Naredne sezone nastavlja s odličnim igrama dok ga 10. siječnja na treningu nije ozlijedio klupski mu suigrač Eduardo da Silva slomivši mu fibulu lijeve noge zbog čega je morao pauzirati punih 5 mjeseci. Igrom sudbine, sličnu ozljedu, igrajući kasnije u Arsenalu, doživljava i sam Eduardo. Nakon oporavka od ozljede, još jedne šampionske sezone, 2007./08., ne uspjeva se ponovno ustaliti u momčadi zabilježivši tek 16 nastupa. 
Nakon toga završava svoju 4 godine dugu avanturu u Zagrebu, raskida ugovor s Dinamom i menadžerskom agencijom Zdravka Mamića, te seli na Poljud gdje će igrati zajedno s bratićem Juricom. Isprva kod Gorana Vučevića kotira kao zamjena za desnu stranu terena, a kasnije se kod Ante Miše uspješno ustaljuje kao lijevo ofanzivni vezni. 
Buljat je tako postao prvi i za sada jedini igrač koji je zaigrao za sva 4 najveća kluba 1. HNL: zagrebački Dinamo, Hajduk Split, HNK Rijeku i NK Osijek.
Statistika u Hajduku
| Natjecanje        | Nastupi | Zgoditci |
| ----------------- | ------- | -------- |
| Prvenstvo         | 37      | 0        |
| Kup               | 9       | 1        |
| Superkup          | 0       | 0        |
| Međunarodne       | 2       | 0        |
| Splitski podsavez | 0       | 0        |
| Ukupno            | 48      | 1        |
| Prijateljske      | 15      | 6        |
| Sveukupno         | 63      | 7        |